# Luke Sikma
Lucas Clayton Sikma, detto Luke (Bellevue, 30 luglio 1989), è un cestista statunitense, professionista in Germania.
È il figlio di Jack Sikma.

## Statistiche

### College
| Anno      | Squadra         | PG  | PT | MP   | TC%  | 3P%  | TL%  | RP   | AP  | PRP | SP  | PP   |
| --------- | --------------- | --- | -- | ---- | ---- | ---- | ---- | ---- | --- | --- | --- | ---- |
| 2007-2008 | Portland Pilots | 31  | 23 | 22,4 | 53,2 | 32,0 | 62,0 | 7,3  | 2,1 | 0,9 | 0,9 | 6,1  |
| 2008-2009 | Portland Pilots | 32  | 5  | 19,4 | 51,3 | 0,0  | 59,6 | 5,7  | 1,5 | 0,4 | 0,6 | 6,1  |
| 2009-2010 | Portland Pilots | 32  | 0  | 23,2 | 56,3 | 0,0  | 75,0 | 7,5  | 1,8 | 1,2 | 0,5 | 7,9  |
| 2010-2011 | Portland Pilots | 32  | 31 | 31,1 | 52,6 | 33,3 | 78,9 | 10,5 | 2,6 | 1,3 | 0,8 | 12,9 |
| Carriera  | Carriera        | 127 | 59 | 24,0 | 53,3 | 30,0 | 71,4 | 7,8  | 2,0 | 1,0 | 0,7 | 8,3  |

### Eurolega
| Anno      | Squadra      | PG  | PT  | MP   | TC%  | 3P%  | TL%  | RP  | AP  | PRP | SP  | PP  |
| --------- | ------------ | --- | --- | ---- | ---- | ---- | ---- | --- | --- | --- | --- | --- |
| 2019-2020 | Alba Berlino | 28  | 27  | 25,8 | 49,0 | 43,3 | 70,0 | 6,5 | 4,5 | 1,1 | 0,5 | 9,7 |
| 2020-2021 | Alba Berlino | 31  | 30  | 24,9 | 53,6 | 33,3 | 77,9 | 5,7 | 3,8 | 0,8 | 0,3 | 9,1 |
| 2021-2022 | Alba Berlino | 29  | 25  | 23,8 | 46,8 | 35,7 | 81,8 | 6,3 | 3,5 | 1,2 | 0,2 | 9,0 |
| 2022-2023 | Alba Berlino | 33  | 30  | 22,5 | 47,8 | 28,6 | 67,7 | 5,3 | 4,9 | 1,0 | 0,1 | 7,6 |
| 2023-2024 | Olympiakos   | 22  | 4   | 11,2 | 48,9 | 28,6 | 55,0 | 2,7 | 0,5 | 0,4 | 0,2 | 2,7 |
| Carriera  | Carriera     | 143 | 116 | 22,2 | 49,2 | 35,6 | 72,4 | 5,4 | 3,6 | 0,9 | 0,3 | 7,8 |

### Eurocup
| Anno      | Squadra      | PG | PT | MP   | TC%  | 3P%  | TL%  | RP  | AP  | PRP | SP  | PP   |
| --------- | ------------ | -- | -- | ---- | ---- | ---- | ---- | --- | --- | --- | --- | ---- |
| 2015-2016 | Valencia     | 16 | 15 | 21,2 | 47,9 | 22,2 | 61,8 | 5,8 | 2,2 | 1,2 | 0,2 | 5,8  |
| 2016-2017 | Valencia     | 22 | 18 | 19,9 | 44,5 | 30,3 | 73,3 | 5,1 | 2,1 | 0,7 | 0,4 | 5,8  |
| 2017-2018 | Alba Berlino | 16 | 15 | 26,7 | 60,4 | 37,5 | 67,9 | 6,6 | 3,0 | 1,1 | 0,6 | 13,3 |
| 2018-2019 | Alba Berlino | 24 | 24 | 27,0 | 48,2 | 38,9 | 76,9 | 6,6 | 4,2 | 1,5 | 0,5 | 11,3 |
| Carriera  | Carriera     | 78 | 72 | 23,8 | 50,5 | 34,7 | 69,5 | 6,0 | 2,9 | 1,1 | 0,4 | 9,0  |

## Palmarès

### Squadra
- Campionato spagnolo: 1

Valencia: 2016-2017
- Campionato tedesco: 3

Alba Berlino: 2019-2020, 2020-2021, 2021-2022
- Coppa di Germania: 2

Alba Berlino: 2019-2020, 2021-2022
- Coppa di Grecia: 1

Olympiakos: 2023-2024
- Supercoppa greca: 1

Olympiakos: 2023
- Copa Príncipe de Asturias: 1

Atapuerca Burgos: 2013

### Individuale
- Basketball-Bundesliga MVP: 1

Alba Berlino: 2017-2018
- Eurocup MVP: 1

Alba Berlino: 2018-2019
- All-Eurocup First Team: 1

Alba Berlino: 2018-2019